# Petyr Tenew
Petyr Genczew Tenew (bg. Петър Генчев Тенев; ur. 2 kwietnia 1962) – bułgarski zapaśnik walczący w stylu klasycznym. Brązowy medalista mistrzostw świata w 1989; szósty w 1991. Mistrz Europy w 1989 roku.